# Partvinnad kabel

Varje par är tvinnat för att motverka störningar.

Partvinnad kabel, även twisted pair-kabel (TP-kabel), är en signalkabel som består av par av tvinnade ledare, därav namnet. Ledarna är tvinnade för att motverka störningar, dels i form av överhörning mellan ingående par och dels i form av instrålade elektromagnetiska störningar från yttre källor. TP-kabel används till exempel för Ethernet, för signalkretsar inom industriautomation, för audiokablar mellan mikrofoner eller instrument och mixerbord eller förstärkare inom PA (public address) och för telefoni. 

## Rak och korsad kabel med kontaktdon för dataöverföring
Då en kabel innehåller ett (eller fler) par för sändning ("Tx") och ett (eller fler) andra par för mottagning ("Rx"), måste den ena ändans sändarpar kopplas som mottagarpar i andra ändan. Då kontakterna i allmänhet är symmetriska måste antingen de två apparaterna tolka kontakternas stift olika eller kabeln kopplas så att stiften i vardera ändan inte, vad gäller dessa par, kopplas till samma ledare. Båda metoderna används, den förra då de två apparaterna har olika funktion (till exempel dator och nätverksapparat), den senare då de uppfattas lika. Modern apparatur kan ofta känna av hur den andra apparaten är konfigurerad, varvid båda metoderna fungerar.
En korskopplad (eng: cross-over) TP-kabel används när till exempel två hubbar, switchar eller två nätverkskort kopplas ihop, annars används rak TP-kabel (eng: straight through). Switchar och hubbar med speciella uplink-kontakter, eller kontakter där uplink finns som en valbar eller automatisk möjlighet, tillåter dock att man kopplar samman dem med raka kablar.
Se artikeln om EIA/TIA-568 för att veta hur man kan se om en kabel är korsad eller rak.

## Kontaktdon för Ethernetkablar
TP-kablar har oftast 8P8C kontakter, vanligen kallade RJ-45-kontakt. Skärmade kablar kan också ha TERA-kontakt.

## Skärmning

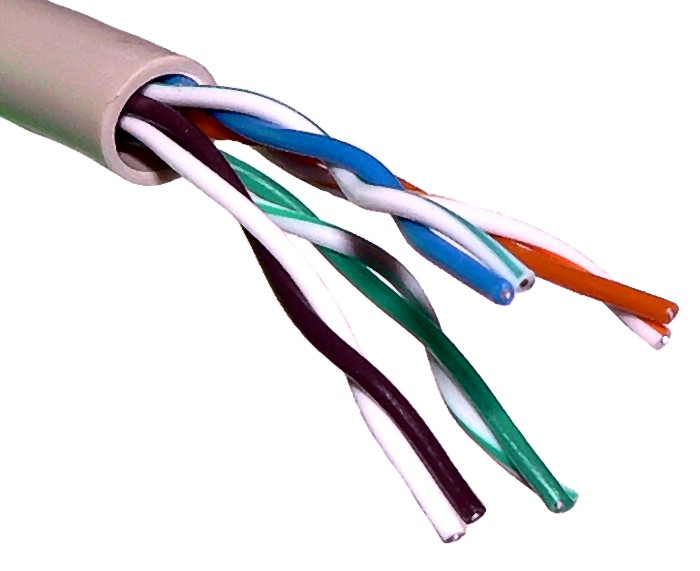
UTP-kabel.

TP-kablar kan ha skärmning runt de inre paren och/eller kabeln som helhet för att reducera risken för inre och yttre elektriska störningar. Skärmningen kan utgöras av metallfolie eller en tät väv av metalltråd, där det förra är något billigare.

### UTP
UTP, en förkortning av Unshielded Twisted Pair, oskärmad tvinnad parkabel, är idag den mest tillverkade kabeln. 
För dataöverföringskablar används ofta fyra par. De fyra trådparen är oskärmade. Detta kan resultera i mer elektriska störningar än en STP- eller ScTP-kabel. Fördelarna med en UTP-kabel är att den inte behöver jordas. Den är därför både billigare och enklare att hantera.

### STP

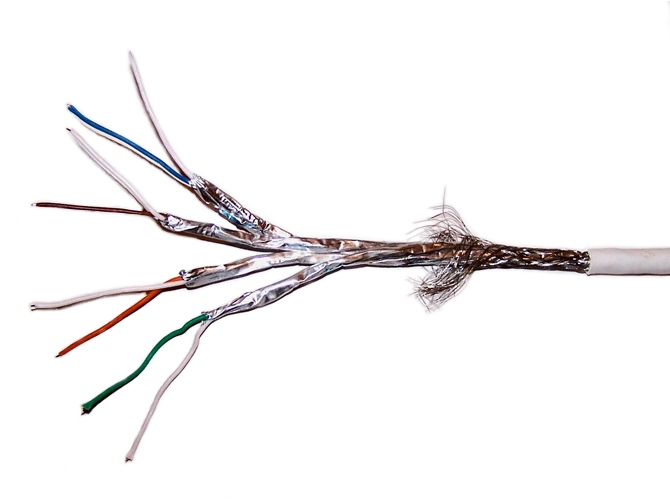
STP-kabel. Klicka på bilden för att se skärmningen i detalj.

Skärmade partvinnade kablar med individuell skärm för industriautomation
Denna typ av kabel kallas inom industriautomation för parskärmad styrkabel och används främst för störningskänsliga givarkretsar. Den har normalt också en gemensam yttre skärm. Ett exempel på en sådan kabel är FQAR-PIG 8X2X1.0. 
Skärmade partvinnade balanserade multikablar för PA
Denna typ av kabel  används för audiokablar med flera balanserade signaler (dvs med flera tvinnade par med individuell skärm), så kallade multikablar, mellan scen och mixerbord inom PA (public address). Förutom till skydd mot störningar används ofta skärmen även för strömförsörjning av kondensatormikrofoner genom så kallad fantommatning.  
Skärmade partvinnade kablar för datanätverk
STP, en förkortning av Shielded Twisted Pair. Vanligen avses en kabel med fyra par tvinnade koppartrådar varav varje par har en skärm runt sig för att motverka störningar, samt en yttre skärm runt hela gruppen för att förstärka skyddet. Nackdelen med STP-kabel är att den måste jordas och är dyr att tillverka, men den har bäst skydd mot elektriska störningar. Ett skäl att välja denna slags kabel, i stället för fiberoptisk kabel, är att den kan leverera strömförsörjning, såväl som datasignal, Power Over Ethernet. Vill man bara ha störningsokänslighet så är den optiska fibern det vanligare alternativet.
Det är viktigt att jordningen görs korrekt, annars ökar, snarare än minskar risken för att drabbas av störningar [källa behövs].

### ScTP

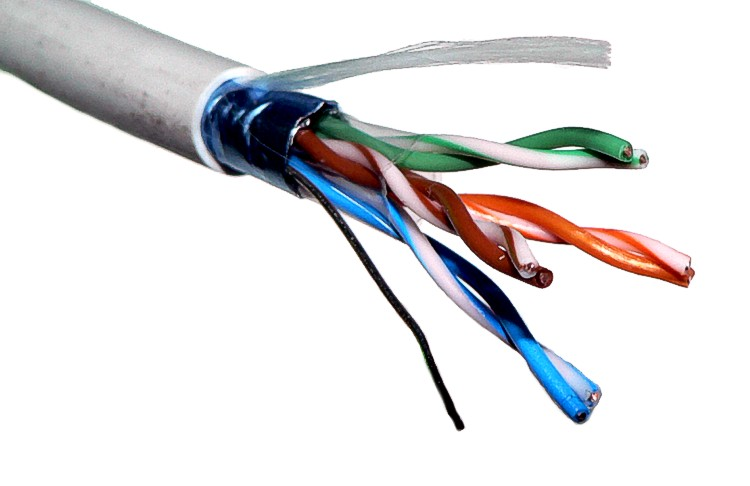
ScTP-kabel. Lägg märke till folien runt som sticker ut 1 cm mer än plasthöljet.

Partvinnade kablar med yttre skärm för industriautomation
Denna typ av kabel kallas inom industriautomation för skärmad styrkabel och används normalt som signalkablar mellan styrsystem och sensorer och aktorer. Den har en gemensam yttre skärm men ingen individuell skärm för ingående par. Ett vanligt exempel på en sådan kabel är FQAR-PG 16X2X0,5.
Skärmade partvinnade balanserade kablar för inspelningsstudio, PA och exklusiv HiFi
Denna typ av kabel används för audiokablar med en balanserad signal (dvs med ett tvinnat par med individuell skärm), mellan till exempel mikrofon och mixerbord eller mellan utrustningar. Förutom till skydd mot störningar används ofta skärmen även för strömförsörjning av kondensatormikrofoner genom så kallad fantommatning.  
Partvinnade kablar med yttre skärm för datanätverk
ScTP, en förkortning av Screened Twisted Pair, är väldigt lik STP-kabeln. Det som skiljer båda kablarna är att ScTP-kabeln inte har någon skärm runt varje par av trådar, vilket innebär att den inte skyddas mot Cross-talk, endast mot yttre störningar. 
ScTP kallas också FTP (Foiled Twisted Pair). Ibland kallas denna typ felaktigt för STP. 
Också ScTP måste jordas ordentligt för att fungera som avsett.

### Precisa namn
Begreppet STP har av olika författare och olika tillverkare använts för att beteckna olika varianter av skärmning. För att ha full klarhet i hur en kabel är skärmad kan de därför också benämnas med mer precisa namn:
- S/UTP är kablar som har en skärm av vävd metalltråd runt hela kabeln, men där de inre paren är oskärmade, "unshielded".
- S/FTP är kablar med en väv av metalltråd runt hela kabeln och folieskärmning runt de inre paren.
- S/STP är kablar med väv av metalltråd runt såväl hela kabeln som de inre paren.
- U/STP är kablar som saknar yttre skärmning, men har en skärm runt varje ledningspar. Modellen är utgången, men användes för Token Ring och såldes under namnet STP-A.

Alla dessa fyra varianter har i olika sammanhang kallats kort och gott STP.

## Kategorier för datanätverk
Det finns åtta kategorier av TP-kablar för datanätverk, sju stycken etablerade och en var 2008 under utformning.
- Cat 1 – Används för telefoni och är inte lämpad för dataöverföring.
- Cat 2 – Upp till 4 Mbps dataöverföringshastighet.
- Cat 3 – Används i 10BASE-T Ethernet-nätverk; har en hastighet på 10 Mbps.
- Cat 4 – Används i Token Ring-nätverk; har en hastighet på 16 Mbps.
- Cat 5 – Används i Fast Ethernet/100BASE-TX, hastigheter på 100 Mbps.
- Cat 5e – Används för nätverk med hastighet upp till 1 Gbit/s. (1000Base-T)[1]
- Cat 6 – Används för nätverk med hastighet upp till 10 Gbit/s. (10GBase-T)[1] Maximal kabellängd för 10Gbit/s är 55 meter.
- Cat 6A (Augmented Category 6) – Cat 6A stödjer en hastighet på 10Gbit/s med en maximal kabellängd på 100 meter [2]
Kablar säljs ibland med märkningen 6e, men det är inte en formell standard och det är inte säkert att sådana klarar alla krav för 6A.[3]
- Cat 7 – En standard för STP-kabel (ISO/IEC 11801), där de skyddande höljena inte bara skall minska externa störningar, utan också minska Cross Talk, så att man kan använda upp till 100 meter långa kablar mellan noderna. Laboratorieförsök har visat att det är möjligt att sända datatrafik om 100 Gbps över kategori 7-kabel, med en maxlängd om 70 meter. Försök görs att öka denna längd till 100 meter.[4]
- Cat 8